# Roodkruintangare
De roodkruintangare (Stilpnia vitriolina synoniem: Tangara vitriolina) is een zangvogel uit de familie Thraupidae (tangaren). 

## Verspreiding en leefgebied
Deze soort komt voor in westelijk Colombia en noordwestelijk Ecuador.